# 라테란 공의회
라테란 공의회(Lateran council)는 로마 라테란 대성당에서 5회에 걸쳐 열린 가톨릭 교회의 종교회의로 라테란 종교회의라고도 한다. 중세 후반의 교황권 융성기에 4회, 르네상스기에 1회에 열린 회의로 회의명칭 외의 공통점은 없다.

## 회의
1. 제1차 라테란 공의회(1123년): 성직서임권(聖職敍任權) 문제를 논의하고, 보름스 협약(協約)을 확인
2. 제2차 라테란 공의회(1139년)
3. 제3차 라테란 공의회(1179년): 교황선거법(敎皇選擧法)을 확정
4. 제4차 라테란 공의회(1215년): 가장 중요한 것으로, 교황 인노센트 3세의 소집하에, 천 수백 명이 참집, 신교(新敎)의 조직은 교황의 재가를 얻어야 한다고 정하고, 이단재판(異端裁判)의 새로운 규정을 설정하였으며, 또 7세 이상인 자는 1년에 한 번은 성찬식(聖餐式)에 참가하여야 하고, 그 앞에 비밀고백을 할 것을 규정하였다. 그리고 화체설(化體說)을 공인교의(公認敎義)로 정하고, 빵과 포도주는 실제로 크리스트의 살과 피로 변화한다고 하여, 이를 받음이 구원의 필수조건이라고 하였다. 그 회의의 성대함과 결의사항은 교황권(敎皇權)의 절정을 상징하는 것이다.
5. 제5차 라테란 공의회(1512~1517년): 교회개혁의 마지막 시도로 소집되었으나, 참가자가 적었고 효과도 거두지 못하였다.